# Berlin-Müggelheim
Müggelheim ist ein Ortsteil des Bezirks Treptow-Köpenick in Berlin. Im 19. Jahrhundert war längere Zeit der amtliche Ortsname Müggelsheim in Gebrauch.

## Geographie
Müggelheim liegt im Berliner Stadtforst südlich des Müggelsees und östlich der Müggelberge auf dem Köpenicker Werder. Nahe dem Dorfkern befindet sich das nördliche Ende der Großen Krampe, im Nordosten Müggelheims der See Krumme Laake, häufig auch Krumme Lake genannt.

### Gewässer und Inseln
- Spree: der Flusslauf zwischen dem Dreieck aus Stadtgrenze/Erkner/Amt Spreenhagen und dem Dämeritzsee gehört zum Ortsteil mit einer Länge von 1610 m. (Lage)
- Müggelspree (Lage), das Südufer und teilweise der Südteil der Müggelspree auf 2930 m liegen im Ortsteil
  - Krummer Strom (Lage) an der Straße 37
  - Lupenwehr (Lage)
  - Walloch: Rest eines Altarms der Spree von 240 m Länge (Lage)
  - Insel am Walloch (Lage)
- Bauersee (Lage), 20.128 m²
  - Parine, Abfluss am Bauersee zum Kleinen Müggelsee (Lage)
  - Insel am Bauersee (Lage), auf der 24.354 m² großen Insel liegt eine Kleingartenkolonie.
- Gosener Kanal am Nordwesten der Gosener Wiesen (Lage) verbindet den Dämeritzsee und Seddinsee
- Große Krampe (Lage): am Nordufer nahe zum Dorfkern befand sich die Ablage.[2]
- Kleine Krampe (Lage)
- Krampenburg (Lage)
- Krumme Lake (Lage)
- Seddinsee: im Ortsteil liegt ein zum NSG gehörender nordwestlicher Abschnitt. (Lage)
- Im NSG Gosener Wiesen fließen oder liegen
  - Gosener Graben (Lage) mit 3260 m zwischen Dämeritz- und Seddinsee
  - Durchfahrt (Lage) entlang der Gosener Landstraße
  - Großer Strom (Lage) entwässert die Gosener Wiesen in den Seddinsee
  - Strenges Loch (Lage), entwässert die Gosener Wiesen in den Großen Strom

### Ortsteilgrenzen
Die Ortsteilgrenze verläuft ab der Fähre zu Rahnsdorf im Fluss (am ortsteilnäheren Rand der Fahrrinne), gegen die Ortslage Hessenwinkel grenzt das Südufer ein und führt am Alten Spreearm in den Dämeritzsee bis zur Stadtgrenze. Von hier geht der Ortsteilgrenzverlauf nach Süden (wobei die Spree flussaufwärts zu Müggelheim gehört), und am Auftreffen der Stadtgrenze zu Spreenhagen führt der Grenzverlauf nach Westen, die Gosener Wiesen mit dem Kaniswall einschließend. Nach der Querung der Gosener Landstraße liegt die Begrenzung am (Gosener) Bruchweg zum Nachbarortsteil Schmöckwitz. Im Weiteren verläuft die Ortsteilgrenze durch den Seddinsee, schließt Windwall, Kleine Krampe und Windecke ein, tangiert die Krampenburg und läuft in der Mitte der Dahme bis in Höhe des Großen Rohrwalls (der zu Grünau gehört). Nach Nordosten folgt die Begrenzung zu Köpenick, durch den Stadtforst Köpenick bildet die (westlich) verlängerte Eppenbrunner Straße den Eckpunkt. Von dort läuft die Grenze nach Norden, entlang westlich der Grundstücke Am Müggelberg. Weiter nördlich mit der Querung der Straße zum Müggelhort/Müggelheimer Damm liegen die Grundstücke (zum Müggelheimer Damm gehörend) im Ortsteil, und die Grenze verläuft nach Norden an den Grundstücksgrenzen Westseite Tonbergweg. In dessen Verlängerung trifft am Südufer des Kleinen Müggelsees die Grenze auf den Rahnsdorfer Flur. Die Grenze des Ortsteils führt meist durch Gewässer und Waldgebiete, so ist der Müggelheimer Damm die einzige Straße, die sich in Nachbarortsteile (nach Köpenick) fortsetzt, nach Osten führt die Gosener Landstraße zur Stadtgrenze und im Land Brandenburg als L 39 (Köpenicker Straße) direkt nach Gosen weiter. Im System der nach statistischen Grundlagen lebensweltlich orientierten Räume besitzt Müggelheim einen eigenen „Planungsraum 01 Müggelheim“ innerhalb der „Bezirksregion 16 Müggelheim“.

## Geschichte

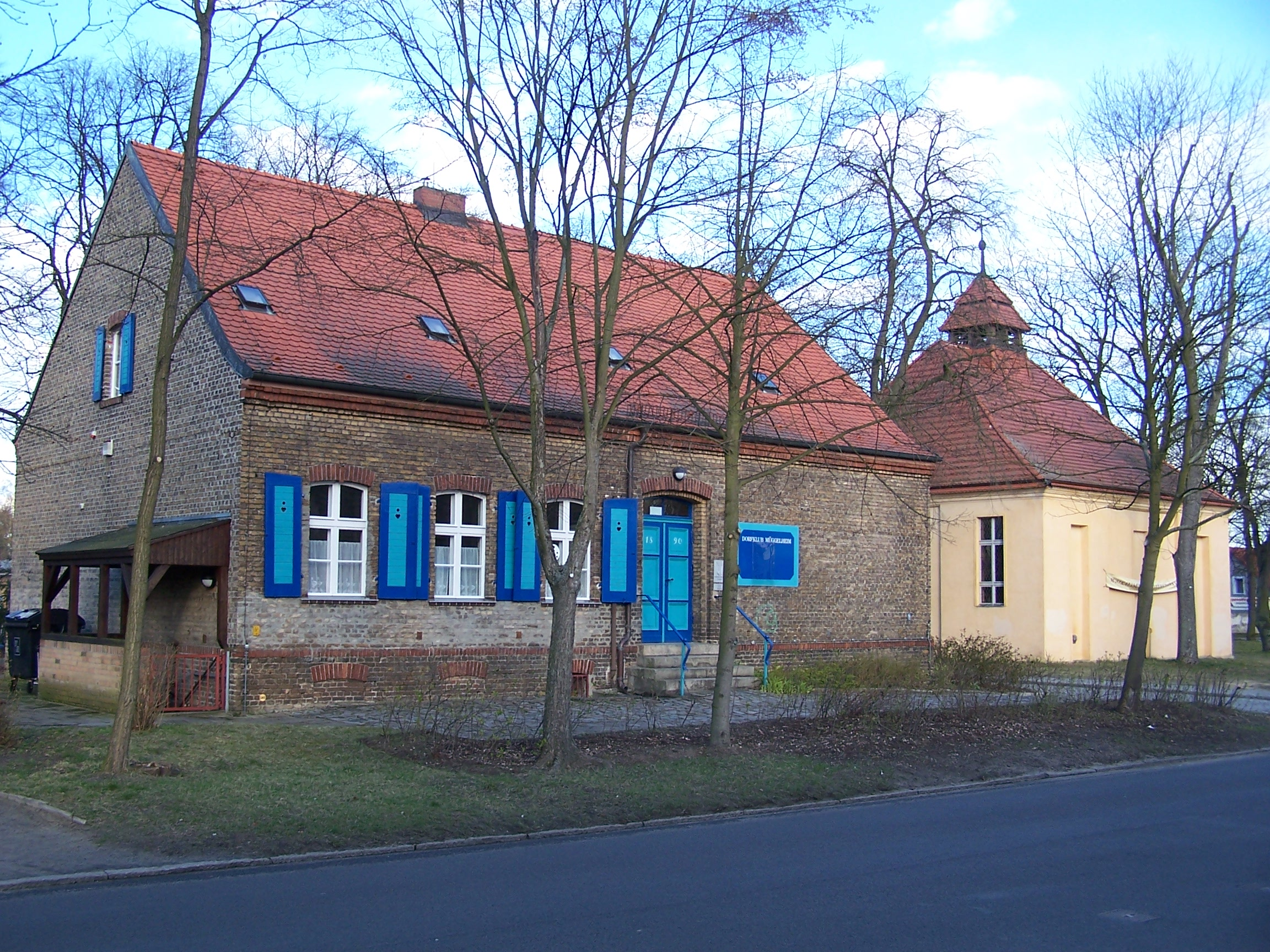
Alte Schule und Kirche auf dem Dorfanger

Müggelheim wurde im Jahr 1747 von 20 Familien aus Odernheim im Herzogtum Pfalz-Zweibrücken gegründet; die Siedlungsgeschichte hat große Ähnlichkeit mit der des benachbarten Friedrichshagen. Dass es sich, wie früher oft angenommen, um Glaubensflüchtlinge handelte, ist schon deshalb unglaubhaft, weil der 1747 regierende Herzog von Pfalz-Zweibrücken protestantischen Glaubens war. König Friedrich II. unterstützte die Ansiedelung der reformierten Auswanderer durch einige Privilegien. Dennoch mussten sich die Siedler durch jahrelange härteste Rodungs- und Kultivierungsarbeiten auf den kargen Sandböden erst einmal eine Existenz schaffen. Die Dorfkirche wurde erst 1804 gebaut, vorher hielt man die Gottesdienste in der Betstube des 1763 auf der Dorfaue errichteten Schulhauses ab. 1920 erfolgte die Eingemeindung nach Groß-Berlin als mit Abstand kleinste Landgemeinde mit 186 Einwohnern. Bald danach errichteten hier zahlreiche Berliner in der ruhigen Wald- oder Seelage ein Eigenheim- oder Wochenendhäuschen. Hinzu kam während des Zweiten Weltkriegs der Bau von Behelfsheimen für die durch alliierte Luftangriffe ausgebombten Großstädter. Außerdem befand sich in Müggelheim ein Außenlager des KZ Sachsenhausen.
1955 besaß Müggelheim schon fast 5000 Einwohner. Mit der planmäßigen Erstellung weiterer Wohnungen und Eigenheime im Selbstbau in den folgenden Jahrzehnten wuchs die Siedlung auf über 6000 Bewohner. An die Pfälzer Herkunftsorte der Kolonisten Müggelheims erinnern Straßennamen, die am Ende der 1920er und in den 1930er Jahren festgelegt wurden. Sie wurden umgesetzt, als die „600er Straßen“ des Müggelheimer Besiedlungsplans angelegt, ausgebaut und bebaut wurden. Für Benennungen nach 1945 wurden auch andere Bezüge genutzt.
1997 wurde das in Müggelheim befindliche Europäische Vogelschutzgebiet Müggelspree eingerichtet.

## Bevölkerung
| Jahr | Einwohner |
| ---- | --------- |
| 1858 | 0158      |
| 1871 | 0154      |
| 1880 | 0152      |
| 1890 | 0168      |
| 1900 | 0183      |
| 1910 | 0179      |
| 1919 | 0186      |
| 1925 | 0294      |
| 1939 | 2566      |
| 1946 | 4135      |
| 1950 | 4134      |
| 1963 | 3467      |

| Jahr | Einwohner |
| ---- | --------- |
| 1991 | 2693      |
| 1995 | 3211      |
| 2000 | 5878      |
| 2007 | 6443      |
| 2010 | 6472      |
| 2015 | 6578      |
| 2020 | 6867      |
| 2021 | 6908      |
| 2023 | 7081      |
| 2024 | 7059      |

Quelle ab 2007: Statistischer Bericht A I 5. Einwohnerregisterstatistik Berlin. Bestand – Grunddaten. 31. Dezember. Amt für Statistik Berlin-Brandenburg (jeweilige Jahre)

## Wappen

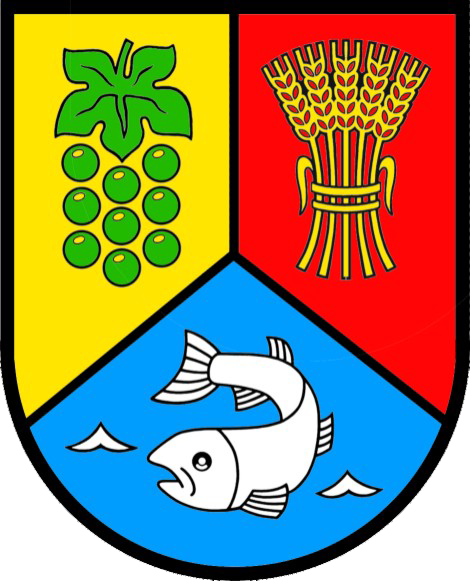
Aktuelles Wappen

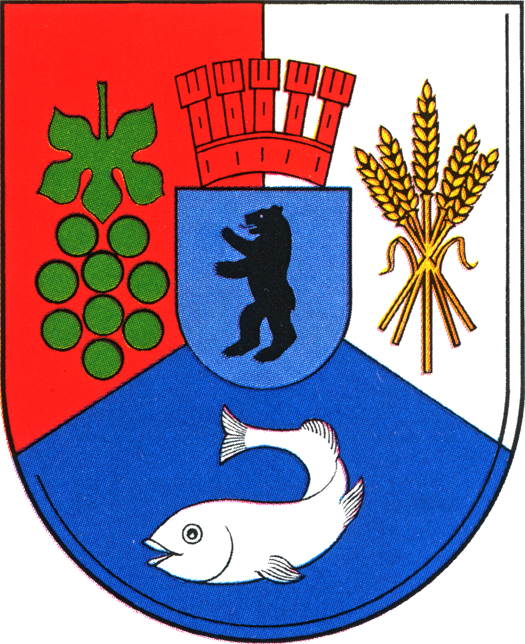
Wappen von 1987

Als Ortsteil von Berlin führt Müggelheim kein amtliches Wappen. Das erst nach der Eingemeindung Müggelheims nach Groß-Berlin geschaffene Wappen dient kulturellen und historischen Zwecken. Es zeigt im Göpelschnitt vorn eine grüne Weintraube mit neun Beeren und einem Blatt, hinten eine goldene (gelbe) Garbe mit fünf Ähren und unten einen silbernen (weißen) sich windenden, nach rechts blickenden Fisch. Die Originalzeichnung des Wappens wurde 1946 im Vorfeld zur 200-Jahr-Feier Müggelheims angefertigt. Ihr lag das ehemalige Dienstsiegel des Müggelheimer Gemeindevorstehers zugrunde, das vor 1920 der Eingemeindung Müggelheims nach Groß-Berlin verwendet wurde. Als Urheber der Originalwappenzeichnung, die sich im Besitz des Stadtbezirksamt Treptow-Köpenick befindet, gilt der Müggelheimer Zeichenlehrer Carl Steinmetz. Die Weintrauben stehen symbolisch für die Legende der Weinbauern aus der Pfalz. Das Ährenbündel symbolisiert die landwirtschaftliche Tätigkeit und der Fisch symbolisiert den Fischfang, ein Haupterwerbszweig der späteren Bevölkerung. Die in der Umgebung von Müggelheim gelegenen Gewässer, aber vor allem die Große Krampe, sind ein beliebtes Anglerparadies.
Da das Wappen Müggelheims nicht amtlich verliehen wurde, gibt es keine amtliche Vorlage für das Wappen und es existieren mehrere Versionen des Wappens. Eine gebräuchliche Variante findet sich schon in Anmerkungen in der Originalzeichnung wieder – dort ist das rechte Feld (vorn) in gelb tingiert mit einer grünen Weintraube und ein mit Bleistift angebrachter handschriftlicher Zusatz verweist auf dieses Feld mit dem Hinweis „rot“. Das linke Feld (hinten) ist in der Originalzeichnung grün tingiert mit einer gelben Garbe und der handschriftliche Zusatz zu diesem Feld vermerkt „weiß“. Das untere Feld ist in der Originalzeichnung hellblau tingiert mit einem gelben Fisch und zwei angedeuteten Wellen, je eine rechts und links neben dem Fisch. An diesem Feld befindet sich kein weiterer handschriftlicher Hinweis. Diese handschriftlichen Änderungen wurden noch im Vorfeld der 200-Jahr-Feier vorgenommen. Wann sie umgesetzt wurden lässt sich nicht mehr mit bestimmen. Zur 200-Jahr-Feier 1947 wurde das Wappen in der Tingierung der Originalzeichnung verwendet. In den verschiedenen Wappenabbildungen weichen die Figuren (Weintraube, Garbe, Fisch) in ihrer Darstellung voneinander ab. In dem 1987 verlegten Buch Als der Wappenbär geboren wurde von Heinz Machatscheck ist das Wappen in der geänderten Tingierung zu sehen. Vorn grüne Weintraube in roten Feld, hinten goldene (gelbe) Garbe in silbernen (weißen) Feld und unten silberner (weißer) Fisch im blauen Feld ohne angedeutete Wellen. Das Wappen ist zusätzlich mit einer Version des Berliner Wappens als Herzschild belegt. Der Herzschild zeigt den schwarzen Berliner Bären in einen blauen Schild, über dem Schild eine rote fünftürmige Mauerkrone. Das Berliner Wappen sollte die Zugehörigkeit zu Berlin symbolisieren.
Seit den 1990er Jahren wird das Wappen wieder ohne Herzschild in der folgenden Tingierung verwendet: Vorn eine grüne Weintraube in goldenen (gelben) Feld, hinten eine goldene (gelbe) Garbe mit fünf Ähren in roten Feld und unten ein silberner (weißer) sich windender Fisch begleitet von zwei angedeuteten Wellen in blauen Feld. In dieser Tingierung ist das Wappen auf dem Ortseingangsschild (2009) zu sehen.

## Verkehr
Durch den Ortsteil verläuft der Straßenzug Müggelheimer Damm – Alt-Müggelheim – Gosener Damm – Gosener Landstraße, der Köpenick mit Gosen im brandenburgischen Landkreis Oder-Spree verbindet.
Die Buslinie 169 führt von Müggelheim nach Köpenick und zum dort gelegenen S-Bahnhof. Die Linie 369 fährt ins benachbarte Gosen.
Zudem verkehren in Müggelheim drei der sechs von der BVG betriebenen Fährlinien:
- F21 über den Langen See nach Schmöckwitz (April – Oktober)
- F23 über den Kleinen und Großen Müggelsee nach Rahnsdorf (April – Oktober)
- F24 Ruderfähre über die Müggelspree nach Rahnsdorf (Mai – Oktober)

## Schulwesen

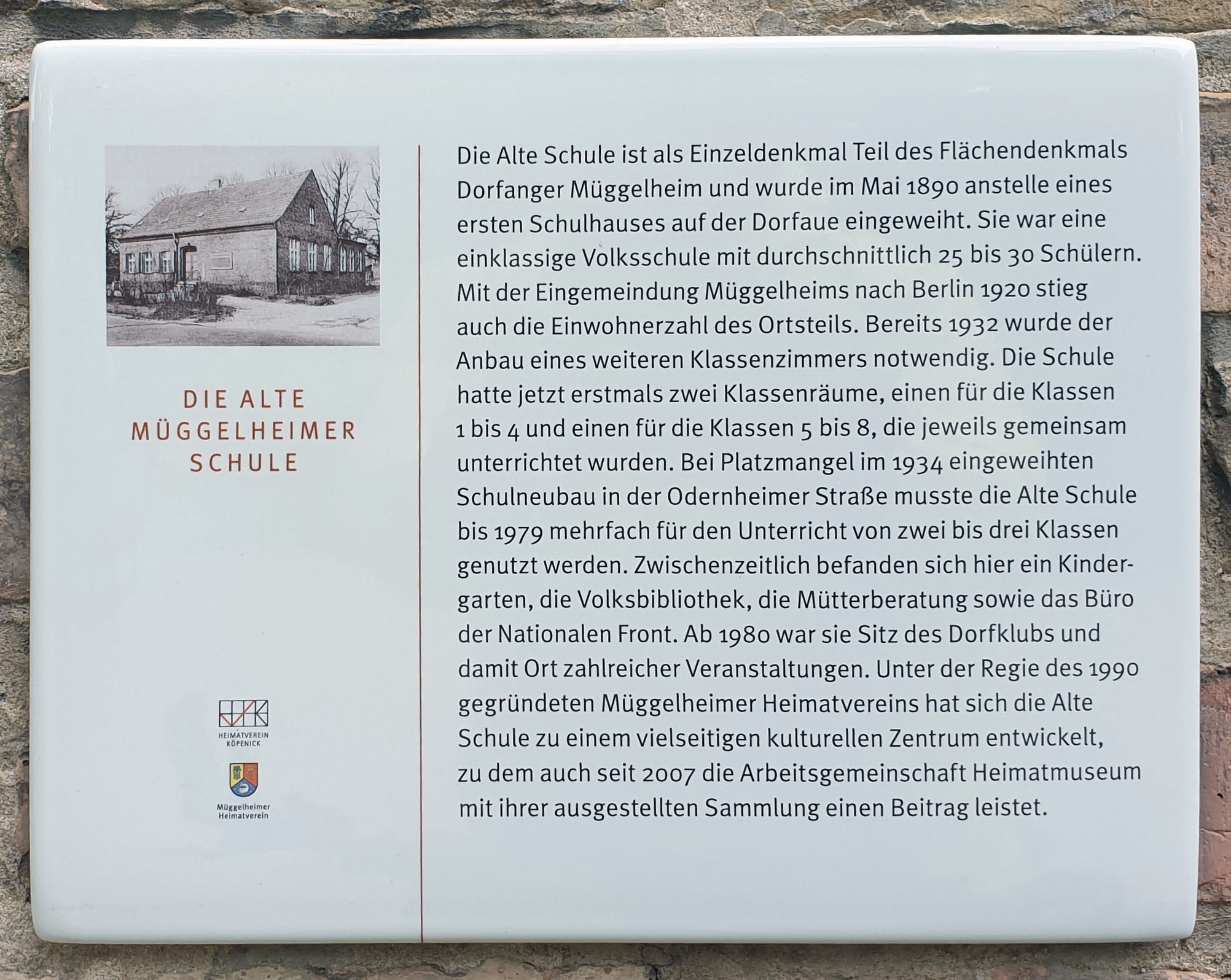
Gedenktafel an der alten Schule auf dem Dorfanger

Als erster Lehrer ist Johann Peter Tisch († 13. März 1815) bekannt, der bereits 1749 Unterricht erteilte, bevor es 1750 einen eigenen Schulraum gab. Er unterrichtete bis 1809 und ihm folgten Matthias Huff (1809–1811) sowie Jacob Baeyer (bis 1825) im Amt. Ein neues Schulgebäude konnte am 12. Mai 1890 eingeweiht werden und wurde zwar 1932 erweitert, reichte aber bald schon nicht mehr aus. Den Neubau an der Odernheimer Straße weihte man im Oktober 1934 als 17. Volksschule ein. 1944 wurde der Schulbetrieb eingestellt und bei Luftangriffen vom 16.–18. März 1945 das Schulgebäude beschädigt.
Anfang Juni 1945 wurde der Schulbetrieb wieder aufgenommen und Anfang der 1950er Jahre das Gebäude durch einen sogenannten „Neubau“ erweitert. Als polytechnische Oberschule wurde die Müggelheimer Schule zehnklassig. Im VEB Funkwerk Köpenick, den die Schule als Patenbetrieb zugewiesen bekam, fanden der Unterrichtstag in der sozialistischen Produktion (UTP) und später Produktive Arbeit (PA) sowie Einführung in die sozialistische Produktion (ESP) statt. Das Schulgebäude musste 1977 nochmals durch einen Ergänzungsbau vergrößert werden. Bis dahin hatte wegen anhaltender Raumknappheit immer noch Unterricht in der „Alten Schule“ auf dem Dorfanger stattgefunden.
Die 16. Allgemeinbildende Polytechnische Oberschule wurde 1977 nach Fritz Selbmann benannt, der von 1964 bis zu seinem Tode 1975 in Müggelheim gewohnt hatte. Nach der deutschen Wiedervereinigung fand 1991 die Umstrukturierung statt, nachdem bereits im Schuljahr 1989/1990 unter anderem Veränderungen der Schulfächer und der Zusammensetzung des Lehrerkollegiums begonnen hatten. Schließlich erhielt die Schule am 24. September 1993 den Namen „Müggelheimer Grundschule“.

## Persönlichkeiten

### Söhne und Töchter des Ortsteils

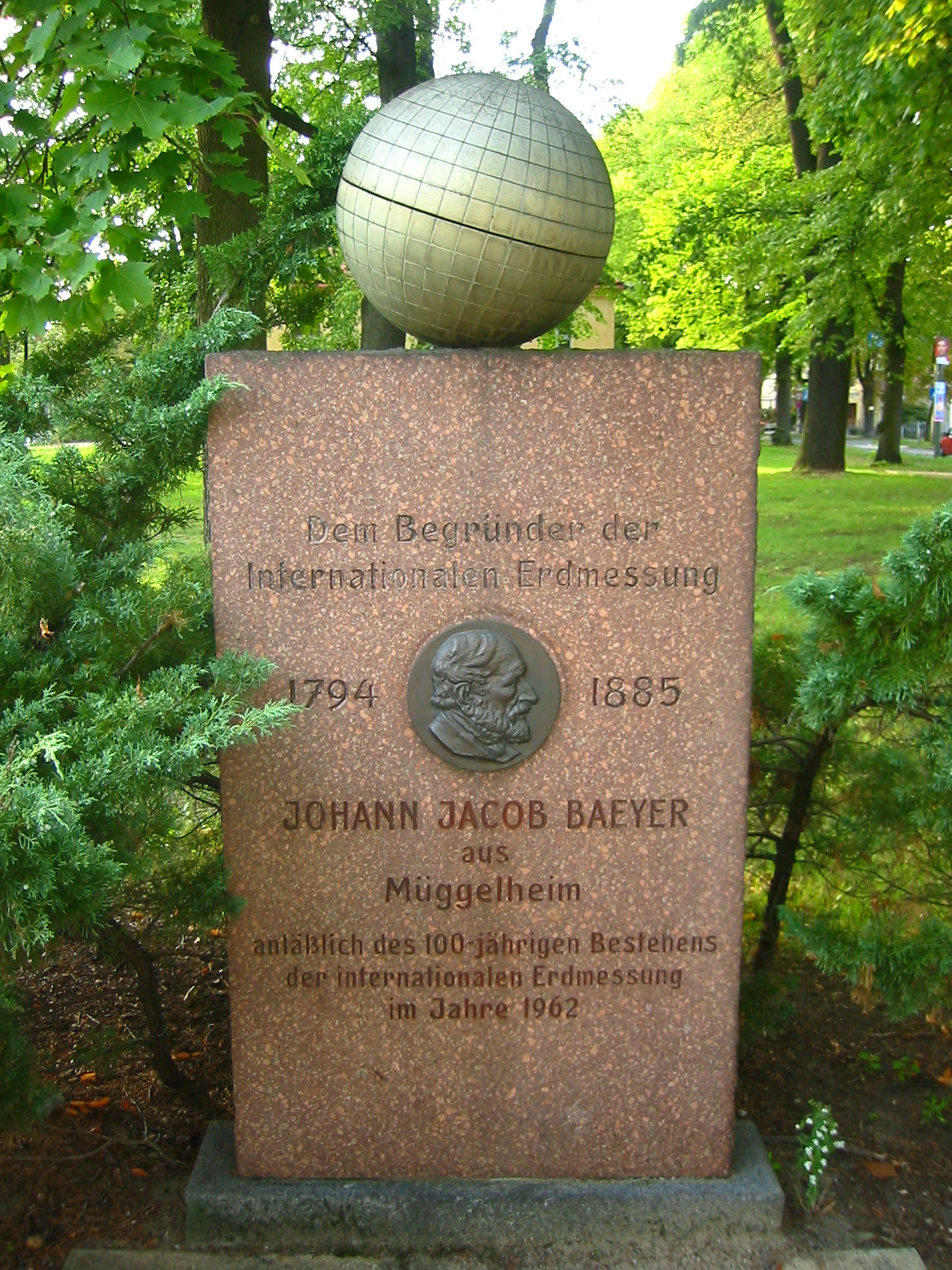
Gedenkstein für Johann Jacob Baeyer in Berlin-Müggelheim

- Johann Jacob Baeyer (1794–1885), preußischer Generalstabsoffizier, Geodät, Begründer der einheitlichen europäischen Gradmessung

### Persönlichkeiten, die in Müggelheim lebten oder leben
- Curt Grottewitz (1866–1905), Schriftsteller
- Johannes Avenarius (1887–1954), Maler und Illustrator
- Karl Eifler (1896–1974), Maler
- Fritz Selbmann (1899–1975), Politiker (SED) und Schriftsteller
- Karl Reiche (1902–1959), Schriftsteller
- Heinz Hentschke (1904–1993), Ortschronist, Antifaschist[10][11]
- Robert Rompe (1905–1993), Physiker
- Reiner Bredemeyer (1929–1995), Komponist
- Paul Rahn (1934–2002), Fährmann der Ruderfähre zwischen Rahnsdorf und Müggelheim[12]
- Uta Schorn (* 1947), Schauspielerin
- Jürgen Mai (* 1951), Schauspieler
- Katrin Sass (* 1956), Schauspielerin
- Ulrike Mai (* 1960), Schauspielerin

## Weblinks

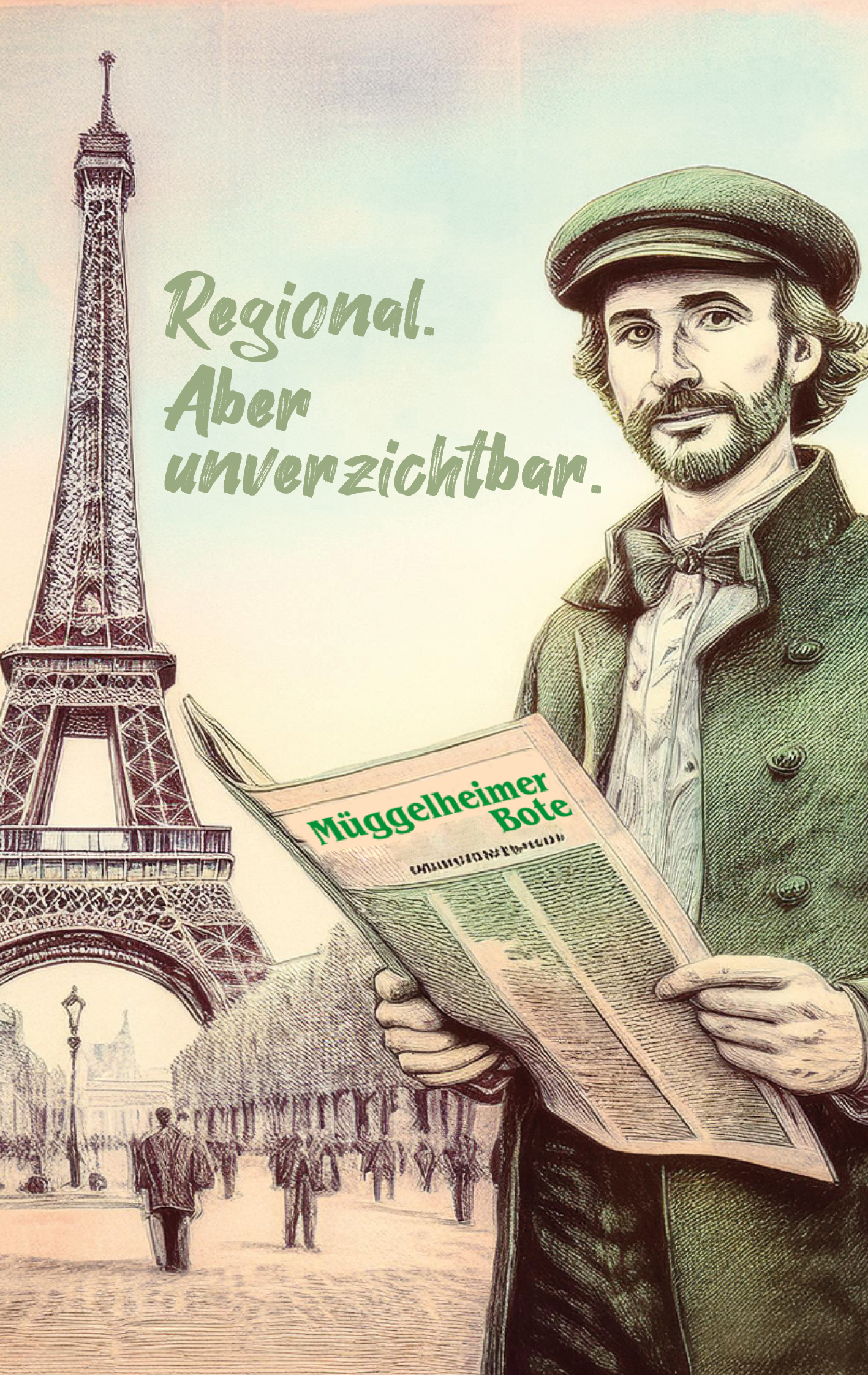
Müggelheimer Bote